# 鲍尔斯布里奇
鲍尔斯布里奇（英語：Ballsbridge）是愛爾蘭首都都柏林的郊区，位于城市南侧，是都柏林著名的富人區，也是都柏林外國大使館集中的地區。
该地区得名于鲍尔桥（Ball's Bridge）。鲍尔桥位於都柏林南部多德河上，是一個三眼石拱橋。该桥最初由鲍尔（Ball）家族建造和拥有，该家族是16-17世纪都柏林著名的商人家族。当今的桥梁建于1791年。